# Mu'awiya ibn Hisham
Mu'awiya ibn Hisham (725-737) fue un general árabe, hijo de califa Omeya Hisham ibn Abd al-Malik (r. 723-743), reconocido por su papel en las guerras árabo-bizantinas. Su hijo, Abderramán I, fue el fundador del Emirato de Córdoba y continuó la dinastía Omeya en al-Ándalus.

## Biografía
Mu'awiya era hijo del califa Hisham ibn Abd al-Málik y de Um Al-Hakam bint Yahia ibn Al-Hakam, una de sus primas. Se le conoce por su papel relevante en las guerras árabo-bizantinas, donde lideró varias invasiones contra el Imperio bizantino. Su primera campaña tuvo lugar en verano de 725, cuando llevó a cabo un ataque naval junto a Maymun ibn Mihran contra Chipre. Según las crónicas árabes, el ejército de Mua'wiya llegó hasta Dorylaion, capturando a numerosos prisioneros y saqueando varias fortalezas. Mu'awiya también es conocido por haber realizado otra expedición en 726, probablemente en invierno, aunque no hay constancia de ello. En 727, junto a Abdallah al-Battal, dirigió otra expedición, en la que Battal capturó Çankırı primero, y después ambas fuerzas tomaron la fortaleza de Ateous y finalmente avanzaron hasta Nicea. A pesar de un asedio de 40 días, no consiguieron conquistarla. En 728, partió de nuevo hacia Asia Menor, mientras que su hermano Sa'id ibn Hisham se dirigió al norte, aunque no parece que dicha expedición tuviera éxito.
Las crónicas árabes le atribuyen la captura de la fortaleza de Carsiano en septiembre u octubre de 730, pero las fuentes bizantinas indican que este hecho de debió al tío de Mu'awiya, Maslama ibn Abd al-Malik. Al año siguiente, aparentemente sus fuerzas no eran capaz de cruzar la frontera, mientras que una segunda expedición de al-Battal sufrió una dura derrota. En 732, Mu'awiya alcanzó Afyonkarahisar y un año después Paflagonia. Continuó liderando expediciones los siguientes años, penetrando Asia Menor en busca de botines, llegando hasta Sardes, junto al mar Egeo, aunque no conquistó ninguna ciudad o fortaleza relevante. En verano de 737, se dirigió al sur, aunque falleció, según Teófanes el Confesor, debido a una caída de su caballo durante una cacería.
Tuvo un hijo con una concubina bereber llamado Abderramán (731-788), quien escapará de Damasco tras la Revolución abasí y la consecuente caída de la dinastía omeya, para marchar a al-Ándalus y fundar allí el Emirato de Córdoba.